# Музей Изерлона
Городской музей Изерлона (нем. Stadtmuseum Iserlohn) — краеведческий музей в городе Изерлоне, ранее носивший название Хаус-дер-Хеймат (нем. Haus der Heimat); расположен в барочном здании рядом с церковью Бауернкирхе.

## История и описание
В постоянной экспозиции музея представлены разные периоды из прошлого города Изерлона: от геологического образования района до событий XXI века. Отдельное внимание администрация уделяет экономической и социальной истории города. Для специальных выставок выделено отдельное помещение в здании. Музей известен, среди прочего, своей коллекцией табакерок, изготовлявшихся городскими мастерами начиная с XVIII века: первоначально табакерки были копиями голландских изделий и гравировались вручную, но с 1754 года преобладающей стала технология тиснения с использованием стальных матриц, что существенно увеличило объём производства и вытеснило с рынка более дорогие аналоги из Нидерландов.
Коллекция музея отражает формирование первого поселения на месте современного города и историю его роста с XV века — в связи с добычей цинкового шпата. После истощения запасов минерала и в связи с ростом стоимости его добычи строительство новых шахт в районе городы было прекращено уже в конце XIX века. Другими важными отраслями в Изерлоне в эпоху индустриализации, по которым созданы отдельные музейные коллекции, были производство проволоки и игл, а также производство изделий из латуни и бронзы. Часть музейной экспозиции посвящена событиям мартовской революции 1848—1849 годов в Германии и, конкретно, восстанию в городе; с этой частью связана и история развития местных общественных организаций.
Музей Изерлона регулярно проводит специальные туры и предлагает своим посетителям образовательные проекты, в том числе в сотрудничестве с другими музеями города. Кроме того, предоставляется возможность посетить туннель противовоздушной обороны, построенный в Старом городе в период Второй мировой войны и находящийся в непосредственной близости от здания музея.